# Loyal (Chris Brown)
Loyal è un singolo del cantante statunitense Chris Brown, estratto come quarto singolo dall'album X, pubblicato il 19 dicembre 2013.

## Produzione e testo
Il brano è stato distribuito in due versioni diverse, una versione East Coast che vede la partecipazione dei rapper Lil Wayne e French Montana e una versione West Coast con Lil Wayne e il rapper Too Short. È stata pubblicata anche una terza versione, quella del video musicale, in cui una strofa è cantata dal rapper Tyga.
L'intero testo della canzone è incentrato sulla figura delle donne infedeli.

## Video musicale
Il video musicale prodotto per il singolo, è stato girato nel febbraio del 2014 all'Universal City Walk (un distretto di Hollywood adiacente ai parchi tematici degli Universal Studios). Il 24 marzo 2014, il video è stato pubblicato su YouTube sul canale Vevo di Chris Brown. In alcune scene del video, fanno una comparsa i cantanti Usher, Trey Songz e Ty Dolla Sign.

## Remix
L'8 gennaio 2014, la cantante statunitense Keyshia Cole ha pubblicato un remix di Loyal in collaborazione con il rapper giamaicano Sean Kingston, che sostituisce la voce di Lil Wayne.
Il 24 marzo 2014, il remix con Tyga e Lil Wayne è stato trasmesso sulle principali radio Urban degli Stati Uniti d'America.

## Classifiche
| Classifica (2014) | Posizione massima |
| ----------------- | ----------------- |
| Australia         | 42                |
| Belgio (Fiandre)  | 37                |
| Belgio (Vallonia) | 49                |
| Canada            | 71                |
| Francia           | 35                |
| Germania          | 54                |
| Irlanda           | 49                |
| Nuova Zelanda     | 19                |
| Paesi Bassi       | 98                |
| Regno Unito       | 10                |
| Stati Uniti       | 3                 |
| Stati Uniti (R&B) | 2                 |
| Sudafrica         | 4                 |